# Ostanes
Ostanes là một chi nhện trong họ Thomisidae.